# شركة شمال بريطانيا للقاطرات
تم إنشاء شركة شمال بريطانيا للقاطرات North British Locomotive Company في عام 1903 من خلال اندماج ثلاث شركات لتصنيع القاطرات في غلاسكو هي: شركة شارب ستيورات آند كومباني وشركة نيلسون ريد آند كومباني وشركة دوبس آند كومباني، ليكونوا أكبر شركة لتصنيع القاطرات في أوروبا والإمبراطورية البريطانية. 
كانت مصانعها الرئيسية تقع في مصنعي أتلاس وهايد بارك المجاورين في وسط سبرينجبورن، بالإضافة إلى مصنع كوينز بارك في بولمادي.
مصنعا السكك الحديدية الآخران في سبرينغبيرن هما مصنع السكك الحديدية سانت رولوكس، المملوكة لسكك حديد كاليدونيان ومصنع السكك الحديدية كوليرز، المملوكة لسكك حديد شمال بريطانيا. تم تشغيل كلا المصنعين مؤخرًا بواسطة شركة بريتيش ريل إنجينيرنغ ليمتيد بعد تأميم السكك الحديدية في عام 1948.